# Andrea Bolgi

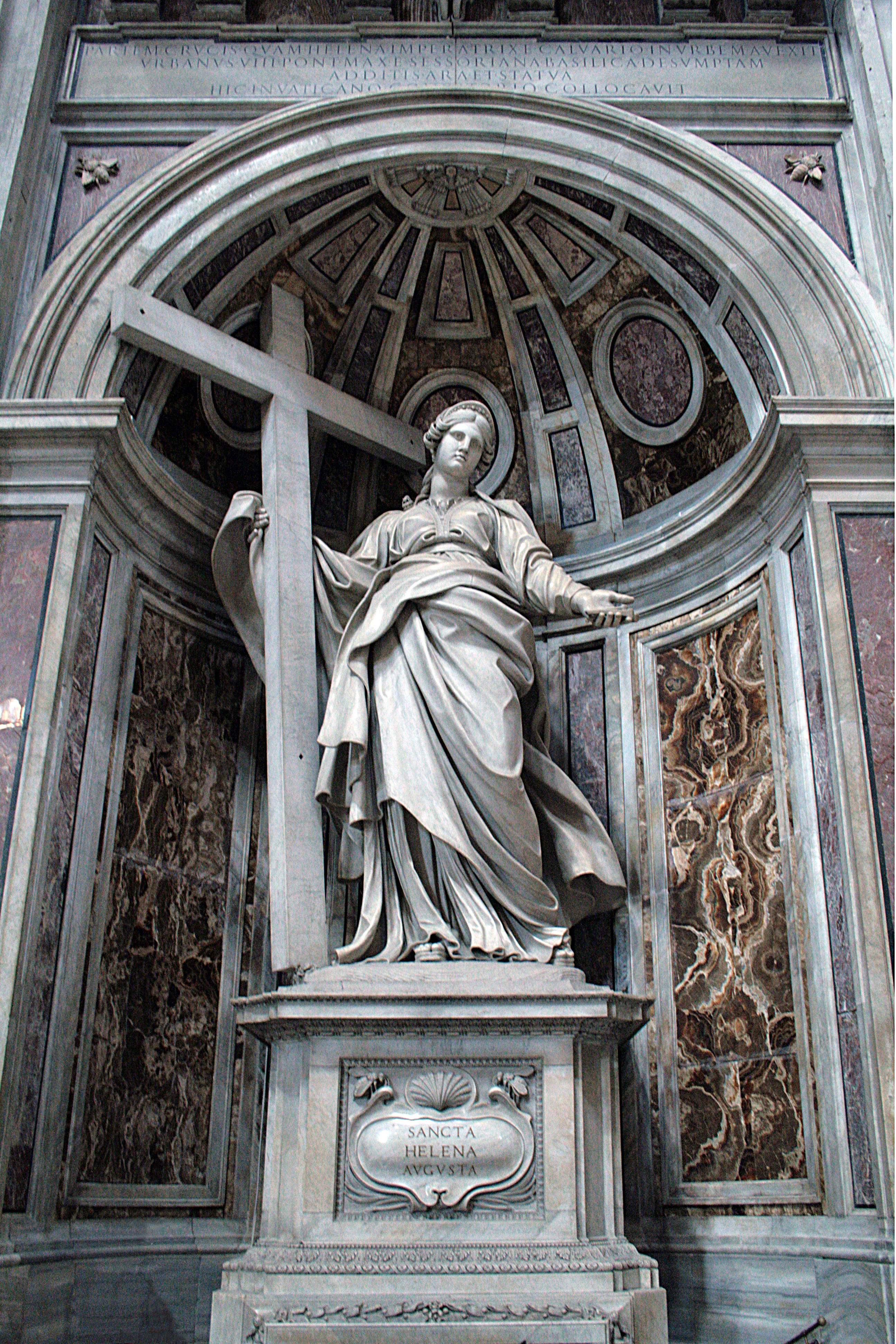
Svatá Helena

Andrea Bolgi (1605 Carrara – 1656 Neapol) byl italský sochař. Většinu svého života strávil v Římě a Neapoli. Vyučil se ve Florencii a poté odešel do Říma, kde patřil do okruhu sochařů, které si příležitostně najímal na výpomoc Gian Lorenzo Bernini a kteří byli ovlivněni Berniniho stylem. Pro baziliku svatého Petra vytvořil sochu Svaté Heleny (1629–1639); byla to jedna z nejlepších zakázek své doby. Po roce 1640 se Bolgi přestěhoval do Neapole, kde tvořil portrétní busty.